# Emil Newman
Pour les articles homonymes, voir Newman.
Emil Newman, né le 20 janvier 1911 dans le Connecticut et mort le 30 août 1984 en Californie, est un chef d'orchestre et compositeur américain qui a travaillé sur plus de 200 musiques de films entre les années 1930 et 1960.

## Biographie
Natif du Connecticut, Emil Newman a débuté dans le cinéma en 1940 comme chef d'orchestre sur 13 films. Crédité sur 25 films en 1941, 28 en 1942, parmi lesquels Whispering Ghosts, contenant sa première contribution (non créditée) en tant que compositeur.  Il participe à la musique de 15 films en 1943, 19 en 1944, 17 en 1945 et 16 en 1946 parmi lesquels Les plus belles années de notre vie (William Wyler), sur lequel il est collaborateur et chef d'orchestre de Hugo Friedhofer qui reçut l'oscar de la meilleure musique de film.
Il est le compositeur de la musique de Tu seras mon mari  en 1941 (Sun Valley Serenade) mettant en scène Glenn Miller et son l'orchestre pour lequel il sera nommé pour l'Oscar de la meilleure partition pour un film musical en 1942), Lifeboat (1944), Chetniks! The Fighting Guerrillas (1944), Dans les années 1950, il est également intervenu sur des génériques d'émissions télévisées. En 1984, il meurt à Woodland Hills, une banlieue de Los Angeles.

## Généalogie
Le frère aîné d'Emil Newman n'est autre qu'Alfred Newman (1901-1970), un compositeur réputé dont les fils David et Thomas partagent le même métier. Le plus jeune de la fratrie, Lionel Newman (1916-1989), est lui aussi un célèbre compositeur de musiques de films. Le seul frère qui n'a pas suivi cet héritage musical est Irving Newman, mais il donnera quand même naissance au neveu d'Emil, Randy, autre figure du monde musical.
Emil Newman était marié à une petite actrice du nom d'Eva Hoffman alias Mai Farrell Eve. Ensemble, ils eurent deux enfants :  Arleen (née en 1939) et William Robert (né le 14 août 1937).

## Musiques de films
| Année             | Titre                                            | Réalisateur(s)      | Production                 | Notes                 |
| ----------------- | ------------------------------------------------ | ------------------- | -------------------------- | --------------------- |
| 1942              | Time to Kill                                     | Herbert I. Leeds    | 20th Century Fox           |                       |
| 1942              | Le Témoin disparu (Just Off Broadway)            | Herbert I. Leeds    | 20th Century Fox           |                       |
| 1942              | Whispering Ghosts (en)                           | Alfred L. Werker    | 20th Century Fox           |                       |
| 1942              | Le Nigaud magnifique (The Magnificent Dope)      | Walter Lang         | 20th Century Fox           |                       |
| 1942              | Careful, Soft Shoulder                           | Oliver H.P. Garrett | 20th Century Fox           |                       |
| 1942              | Dr. Renault's Secret                             | Harry Lachman       | 20th Century Fox           |                       |
| 1942              | The Undying Monster                              | John Brahm          | 20th Century Fox           |                       |
| 1942              | Quiet, Please                                    | John Larkin         | 20th Century Fox           |                       |
| Over My Dead Body | Malcolm St. Clair                                | 20th Century Fox    |                            |                       |
| 1943              | Tonight We Raid Calais                           | John Brahm          | 20th Century Fox           |                       |
| 1943              | Dixie Dugan                                      | Otto Brower         | 20th Century Fox           |                       |
| 1948              | Jungle Patrol                                    | Joseph M. Newman    | 20th Century Fox           |                       |
| 1948              | Si bémol et Fa dièse (A Song Is Born)            | Howard Hawks        | Samuel Goldwyn Productions | Non crédité           |
| 1950              | Trahison à Budapest                              | Felix E. Feist      | Eagle-Lion Films           |                       |
| 1950              | Dans l'ombre de San Francisco (Woman on the Run) | Norman Foster       | Universal Pictures         |                       |
| 1951              | L'Implacable (Cry Danger)                        | Robert Parrish      | RKO Pictures               |                       |
| 1951              | The Groom Wore Spurs                             | Richard Whorf       | Universal Pictures         |                       |
| 1951              | Journey into Light                               | Stuart Heisler      | 20th Century Fox           |                       |
| 1952              | The Lady Says No                                 | Frank Ross          | United Artists             |                       |
| 1952              | Japanese War Bride                               | King Vidor          | 20th Century Fox           |                       |
| 1952              | Rancho Notorious                                 | Fritz Lang          | RKO Pictures               |                       |
| 1952              | The San Francisco Story                          | Robert Parrish      | Warner Bros.               |                       |
| 1952              | Big Jim McLain                                   | Edward Ludwig       | Warner Bros.               |                       |
| 1953              | La Loi du scalp (War Paint)                      | Lesley Selander     | United Artists             |                       |
| 1953              | Aventure dans le Grand Nord                      | William A. Wellman  | Warner Bros.               |                       |
| 1953              | 99 River Street                                  | Phil Karlson        | United Artists             |                       |
| 1953              | Hondo                                            | John Farrow         | Warner Bros.               |                       |
| 1954              | La Patrouille infernale                          | Stuart Heisler      | United Artists             |                       |
| 1954              | Southwest Passage                                | Ray Nazarro         | United Artists             |                       |
| 1954              | The Mad Magician                                 | John Brahm          | Columbia Pictures          |                       |
| 1954              | Ring of Fear                                     | James Edward Grant  | Warner Bros.               |                       |
| 1955              | The Naked Street                                 | Maxwell Shane       | United Artists             |                       |
| 1957              | Death in Small Doses                             | Joseph M. Newman    | Allied Artists Pictures    |                       |
| 1957              | The Iron Sheriff                                 | Sidney Salkow       | United Artists             |                       |
| 1957              | Chicago Confidential                             | Sidney Salkow       | United Artists             |                       |
| 1958              | Hong Kong Confidential                           | Edward L. Cahn      | United Artists             |                       |
| 1958              | Unwed Mother                                     | Walter Doniger      | Allied Artists Pictures    |                       |
| 1959              | Riot in Juvenile Prison                          | Edward L. Cahn      | United Artists             |                       |
| 1965              | The Great Sioux Massacre                         | Sidney Salkow       | Columbia Pictures          | Avec Edward B. Powell |